# Szathmáry Elemér
Szathmáry Elemér (Budapest, 1926. február 16. – Sydney, 1971. december 17.) olimpiai ezüstérmes, főiskolai világbajnok úszó.

## Pályafutása
Pályafutását az Óbudai Árpád Gimnáziumbankezdi. 1940-ben V.a., 1941-benVI.a., 1942-benVI.a osztályba járt és évet ismételt. 1943 április 3-ánházi úszóversenyen IV. korosztály versenye: 100 m. gyorsúszásban intézeti bajnok Szathmáry Elemér VI. a. 1.068 p.  Többször nyert országos úszóbajnokságot. 1947 és 1948 között magyar válogatott volt. 1947-ben a monte-carlói Európa-bajnokságon bronzérmes volt 100 méter gyorson és 4 × 200 méteres gyorsváltó tagjaként is. Az 1948-as londoni olimpián utóbbi számban ezüstérmet szerzett. A váltókban általában utolsó emberként úszott. 1971. december 17-én hunyt el Sydneyben.

## Rekordjai
200 m gyors
- 2:11,6	1948. május 27., Budapest (magyar csúcs)[6]